# 베르크펠데역
베르크펠데 바이 베를린역(Bahnhof Bergfelde (b Berlin))은 브란덴부르크주 오버하펠군 호엔 노이엔도르프에 있는 베를린 S반의 철도역이다.
1961년 11월 19일에 베를린 외곽순환선의 북부 구간이 교류 가공 전차선으로 전철화되었다. 후속 공사로 쇤플리스역까지 별도의 S반 선로를 설치하면서 베르크펠데에 정차역을 설치했다. S반 선로 건설 이후 외곽순환선의 S반과 일반 열차 혼용 구간의 길이가 대폭 감소했다. 1964년 12월 9일에는 쇤플리스역 신호소의 제어를 받는 역이 되었다. 교통량이 증가하면서 S반과 일반 열차 분리 작업이 1981년에 시작되어 1984년에 완료되었다. 이에 따라서 1982년 9월 20일부터는 S반 열차가 최북단 승강장을 사용했다. 1984년 8월 31일부터 3일간 선로 차단 공사가 진행된 후에 현재의 S반 섬식 승강장이 개통했다.

## 인접 정차역
| 베를린 S반                          | 베를린 S반 | 베를린 S반                    |
| ----------------------------------- | ---------- | ----------------------------- |
| 호엔 노이엔도르프 비르켄베르더 방면 | S8         | 쇤플리스 그뤼나우/빌다우 방면 |